# Philipp von Novara
Philipp von Novara (* um 1195; † um 1265) war ein italienischer Chronist und Legist. Er stammte aus der norditalienischen Stadt Novara, lebte und wirkte aber in den Kreuzfahrerstaaten des lateinischen Orients.

## Leben
Es ist unklar, wie Philipp von Novara in die christliche Staatenwelt Outremers gelangte, aber im Jahr 1218 nahm er im Dienst des zypriotischen Ritters Pierre Chappe am Kreuzzug von Damiette (fünfter Kreuzzug) teil. In den folgenden Jahren war er auf Zypern ein loyaler Ritter Johanns von Ibelin, dem „alten Herrn von Beirut“, und kämpfte mit diesem im Lombardenkrieg gegen die Statthalter des Kaisers Friedrich II., so unter anderem am 15. Juni 1232 in der Schlacht bei Agridi. Über diesen Konflikt verfasste Philipp eine epische Chronik, in der er sehr einseitig Johann von Ibelin als das Ideal eines ehrenhaften und gerechten Feudalherrn beschrieb und Kaiser Friedrich II. als unkultivierten Despoten kritisierte.
Für das Haus Ibelin und die von ihnen angeführte baroniale Partei trat Philipp von Novara auch als Rechtsgelehrter auf. Auf seinen Einwand hin erklärte der am 5. Juni 1242 in Akkon versammelte Haute Cour von Jerusalem jede vom Kaiser oder dessen Sohn, König Konrad IV., ernannte Regierung für das Königreich Jerusalem für illegitim, da König Konrad nie im Königreich erschienen sei und von den Vasallen des Königreiches den Lehnseid empfangen habe. Folglich seien die Barone dem König nicht zur Gefolgschaft verpflichtet und dadurch ermächtigt, über eine eigene Regierung zu bestimmen. Philipp verfasste um 1250 zum Feudalrecht Outremers ein Traktat (Le Livre de forme de Plait), das besonders die Schriften des Rechtsgelehrten Johann von Ibelin-Jaffa, eines Neffen des „alten Herrn“, beeinflusste.
Zur moralischen Erbauung verfasste Philipp von Novara um 1260 die Schrift „Die vier Lebensalter“ (Les quatre âges de l’homme), die Grundsätze zur Erziehung von Adligen beinhalten.